# (6226) Paulwarren
(6226) Paulwarren es un asteroide perteneciente al cinturón de asteroides, región del sistema solar que se encuentra entre las órbitas de Marte y Júpiter, descubierto el 2 de marzo de 1981 por Schelte John Bus desde el Observatorio de Siding Spring, Nueva Gales del Sur, Australia.

## Designación y nombre
Designado provisionalmente como 1981 EY18. Fue nombrado Paulwarren en homenaje a Paul Warren, un investigador geoquímico de la Universidad de California en Los Ángeles, ha aplicado una amplia gama de estudios petrológicos y geoquímicos para comprender planetas diferenciados. Su trabajo en rocas lunares ayudó a identificar aquellas muestras menos alteradas por el impacto.

## Características orbitales
Paulwarren está situado a una distancia media del Sol de 2,208 ua, pudiendo alejarse hasta 2,501 ua y acercarse hasta 1,916 ua. Su excentricidad es 0,132 y la inclinación orbital 2,176 grados. Emplea 1199,00 días en completar una órbita alrededor del Sol.

## Características físicas
La magnitud absoluta de Paulwarren es 14,7. Tiene 3,215 km de diámetro y su albedo se estima en 0,244. 